# Дыхание Куссмауля
Дыха́ние Куссма́уля — глубокое, редкое, шумное дыхание, является одной из форм проявления гипервентиляции, часто ассоциируется с тяжёлым метаболическим ацидозом, в частности, диабетическим кетоацидозом, ацетонемическим синдромом (недиабетическим кетоацидозом) и терминальной стадией почечной недостаточности. 

## История
Данный тип патологического дыхания носит имя Адольфа Куссмауля (1822—1903) — немецкого врача, описавшего его появление у лиц с сахарным диабетом и опубликовавшего своё исследование в 1874 году. Куссмауль первоначально определил этот тип дыхания как знак комы и неминуемой смерти лиц с сахарным диабетом.

## Терминология
Куссмауль описал патологический тип дыхания, возникающий при выраженном метаболическом ацидозе — вид очень глубокого, частого, шумного, «отчаянного» дыхания. В менее тяжёлых случаях отмечается частое и поверхностное дыхание. Иногда в медицинской литературе термином дыхание Куссмауля обозначают любой патологический тип дыхания в условиях ацидоза, однако это неточно.
Термин никогда не используется при развитии респираторного ацидоза, при котором дыхание поверхностное и редкое, способствующее замедлению выведения СО2 из организма.

### Симптом Куссмауля
Глубокое шумное ритмичное дыхание пациента, находящегося в бессознательном состоянии, вызываемое раздражением дыхательного центра ацетоуксусной и бета-оксимасляной кислотами. Указывает на наличие метаболического ацидоза.

## Механизм
В условиях метаболического ацидоза компенсация нарушений метаболизма поначалу достигается за счёт развития респираторного алкалоза — дыхание становится частым и поверхностным (способствует повышенной элиминации углекислоты из организма). По мере прогрессирования ацидоза, дыхание постепенно становится глубоким, медленным и шумным.
Дыхание Куссмауля («дыхательная компенсация метаболического ацидоза»), наиболее часто встречается в условиях диабетического кетоацидоза. Анализ концентрации газов крови пациента с дыханием Куссмауля покажет низкое парциальное давление СО2 из-за принудительного увеличения глубины дыхания («вымывание» углекислого газа) в сочетании с низкой концентрацией бикарбоната (выражен дефицит оснований BE). Пациент дышит глубоко неосознанно — ритм дыхания меняется непроизвольно.
Поначалу метаболический ацидоз компенсируется гипервентиляцией (респираторный алкалоз) — дыхание становится частым и сравнительно неглубоким. По мере прогрессирования ацидоза развивается дыхание Куссмауля.
Продолжительность голодания, наличие или отсутствие гепатомегалии в сочетании с дыханием Куссмауля даёт ключи к дифференциальной диагностике различных состояний от гипергликемии до врожденных нарушений обмена веществ.